# Jean Guillou
Jean Victor Arthur Guillou (Angers, 18 aprile 1930 – Parigi, 26 gennaio 2019) è stato un organista, pianista e compositore francese.

## Biografia

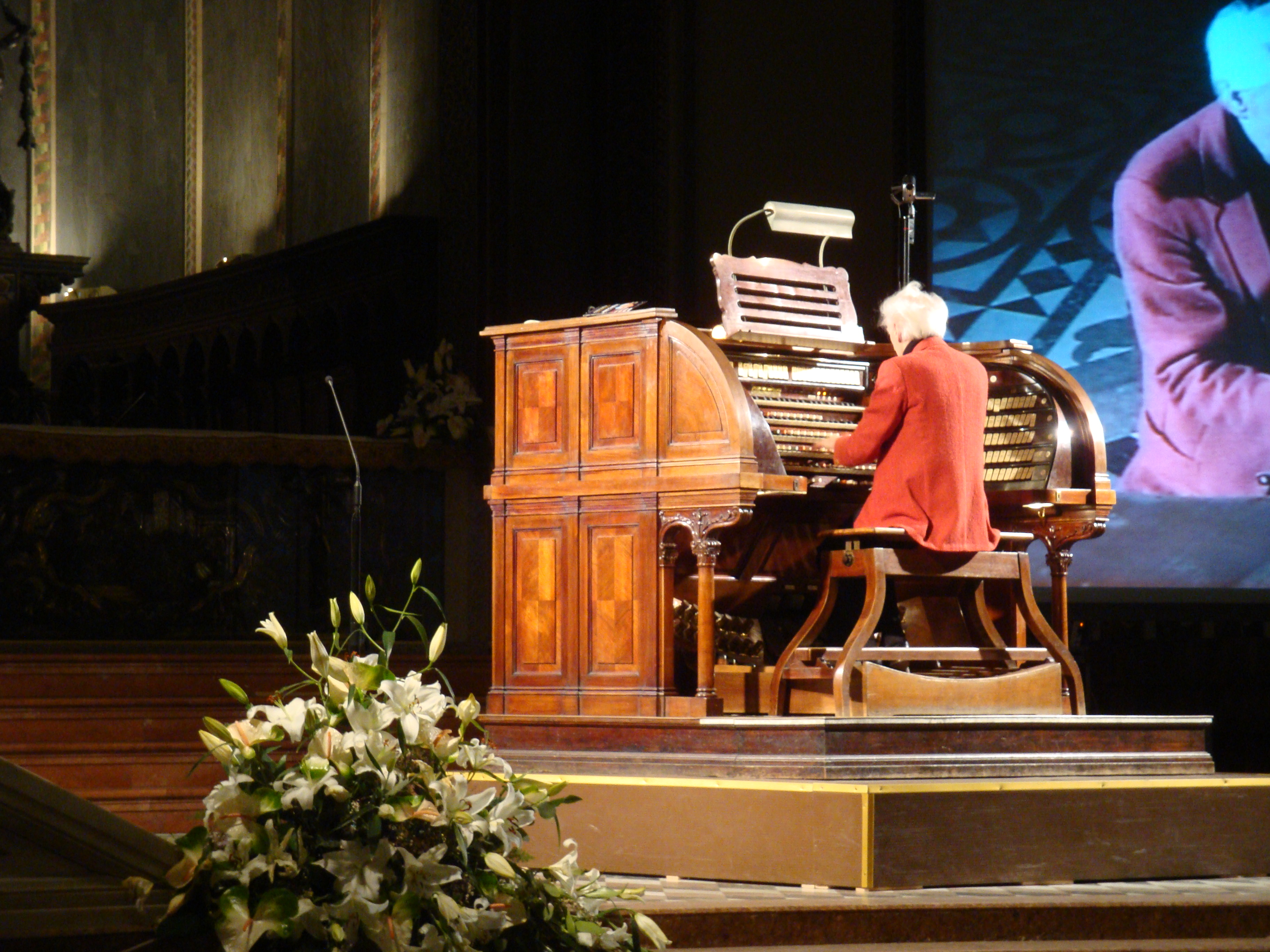
Jean Guillou al grande organo Tamburini della Cattedrale di Messina durante il Concerto commemorativo del terremoto del 1908 (tenutosi il 27 dicembre 2008)

A 12 anni è titolare dell'organo di Saint-Serge nella sua città natale. Compie gli studi al Conservatorio Superiore di Parigi dove è allievo di Marcel Dupré, Maurice Duruflé e Olivier Messiaen. Nel 1955 è nominato professore d'organo e di composizione all'Istituto di Musica Sacra di Lisbona. Nel 1958 si stabilisce a Berlino dove resta per 5 anni per ritornare poi nel 1963 a Parigi ove, succedendo ad André Marchal venne nominato titolare del grande organo della chiesa di Saint-Eustache, incarico ricoperto sino al 2014 allorché venne nominato organista titolare emerito.
La sua carriera lo porta a dare concerti per organo nel mondo intero. Dà anche concerti per pianoforte ed è con tale strumento che interpreta le sonate per pianoforte di Julius Reubke e di Franz Liszt, oltre alle sue stesse composizioni. Nel 2002 ha inaugurato il piano a pedaliera del costruttore Borgato, con cui ha realizzato anche un disco (Philips). Come concertista virtuoso dell'organo i suoi concerti, coerentemente con la tradizione dei suoi maestri, comprendono spesso improvvisazioni su temi assegnati estemporaneamente. Nel febbraio 2016 ha improvvisato ininterrottamente per 94 minuti sul film Nosferatu di Murnau, nella mitica sala della Filarmonica di Berlino.
La sua indiscussa abilità nel concepire l'interpretazione usando molteplici composizioni di registri organistici dagli impasti più diversi fa dei brani eseguiti dei momenti in cui l'ascoltatore coglie la meravigliosa dinamica coloristica ed effettistica dell'organo.
Come organologo è autore del libro L'orgue, souvenir et avenir, giunto alla quarta edizione in francese, alla seconda in tedesco ed alla prima italiana (Edizioni Carrara, settembre 2011 - L'organo, memoria e futuro). Il suo scopo principale è quello di promuovere la costruzione di organi più poetici e con un'espressione più ricca e diversificata. Si deve a lui la concezione di nuovi strumenti come quelli dell'Alpe d'Huez in Francia (Kleuker, 1978), della chiesa del Chant d'Oiseau a Bruxelles (Kleuker, 1981), della Tonhalle a Zurigo (Kleuker-Steinmeyer, 1984), del Conservatorio di Napoli (Tamburini-Zanin, 1983-2007), dell'Auditorio de Tenerife (Blancafort, 2005), della chiesa di Sant Antonio dei Portoghesi di Roma (Mascioni, 2008) e della Cattedrale di Leon (Klais, 2013).
Come compositore è da segnalare soprattutto la sua letteratura per organo, caratterizzata sia da composizioni originali tra le quali la Toccata del 1962, les Scènes d'enfant del 1974, Hypérion ou la Rhétorique du feu op. 45 del 1988, Regard op. 77 del 2011, che da adattamenti di opere preesistenti tra le quali citiamo i Quadri di un'esposizione di Mussorgsky, i poemi sinfonici Prometheus, Orpheus e Tasso di Liszt, L'Offerta Musicale di J.S. Bach o i 16 Concerti per Organo e Orchestra di Haendel, trascritti per Organo solo. Ha al suo attivo anche musica da camera, opere per orchestra - tra cui vanno citati i suoi 8 Concerti per Organo ed Orchestra, i 2 Concerti per Pianoforte ed Orchestra e le sue 3 Sinfonie tra cui la monumentale Judith-Symphonie - e per strumenti solisti (tromba, marimba, flauto, violino, flauto di Pan ecc.) ed organo. Da segnalare per la loro particolarità Alice au pays de l'orgue per Organo e Voce recitante, i 10 Colloques e la Révolte des Orgues, per 9 organi e percussioni eseguita in varie città d'Europa (Italia, Francia, Portogallo) ma anche in Germania, a Landsberg e nelle grandi sale delle Filarmoniche di Monaco, Colonia e di Berlino nell'aprile 2012 e nell'Auditorio di Tenerife nel maggio 2015.
La pubblicazione nel 2012 di una raccolta di testi dal titolo evocatore "La Musique et le Geste" (Beauchesne Ed. Paris) e nel 2014 della raccolta di poesie "Le Visiteur" (Ch. Chomant ed. - Rouen) ne fanno conoscere anche le qualità letterarie peraltro già evidenti nel suo libro sull'organo. La gran parte delle sue oltre 80 opere originali e delle sue trascrizioni è pubblicata da Schott. Ha inciso un centinaio di dischi per varie case tra le quali la Philips-Decca-Universal, la Dorian, Festivo ed Augure.
Tiene Master Class nel mondo intero e dal 1970 al 2005 è stato professore ai Maister-kursus di Zurigo insegnando l'interpretazione e l'improvvisazione a più di 300 organisti provenienti da tutte le parti del mondo. Nel 2010 è stato insignito della Legion d'honneur, onorificenza che egli ha peraltro rifiutato. Nell'ottobre 2014 ha ricevuto la nomina ufficiale ad Organista Titolare del Grande Organo di S. Anastasia di Villasanta (Milano, Monza). Il 1º gennaio 2015 è stato insignito della Medaille de Vermeil del comune dell'Alpe d'Huez ove ha sede la chiesa di Notre-Dame des Neiges con il suo famoso organo a forma di mano costruito da Detlef Kleuker su progetto di Jean Guillou. Il 10 luglio 2015 è stato nominato Professore "honoris causa" presso la Hochschule für Musik della Saar. Il 10 marzo 2018 è stato insignito della RCO Medal, la più alta onorificenza del Royal College of Organists.
Si spegne a Parigi il 26 gennaio 2019 all'età di 88 anni.

## Opere

### Musica per Organo Solo
- Fantaisie, op. 1 (1952.Schott 2005)
- 18 Variations, op. 3 (1956.Schott 2005)
- Sinfonietta, op. 4 (1958.Schott)
- Ballade Ossianique No. 1 - Temora, op. 8 (1962.Schott)
- Toccata, op. 9 (1962.Schott)
- 6 Sagas, op. 20 (1970.Schott 2005)
- Ballade Ossianique No. 2 - Les Chants de Selma, op. 23 (1971.Schott 2005)
- La Chapelle des Abîmes, op. 26 (1973.Schott)
- Scènes d'enfants, op. 28 (1974.Schott)
- Jeux d'Orgue, op. 34 (1978.Universal Edition, Wien 2006)
- Suite pour Rameau, op. 36 (1979.Wayne Leupold Editions-USA)
- Saga No. 7, op. 38 (1983.Universal Ed. Vienna)
- Sonate en Trio No. 1, op. 40 (1984.Durand, Paris)
- Chamades!, op. 41 (1984.H.T. Fitz Simons-USA)
- Impromptu per pedale solo, op. 42 (1985.Universal Ed. Vienna)
- Hypérion ou la Rhétorique du Feu, op. 45 (1988.Wayne Leupold Editions-USA)
- Säya ou l'Oiseau Bleu, op. 50 (1993.Schott)
- Éloge, op. 52 (1994.Wayne Leupold Editions-USA)
- Alice au Pays de l'orgue per Organo e Voce recitante, op. 53 (1995.Schott 1998)
- Pensieri, op. 54 (1995.H.T. Fitz Simons-USA)
- Instants, op. 57 (1998. Schott. 2015)
- Pièces Furtives, op. 58 (1998.Schott 2000)
- Hymnus, op.72 (2009.Schott 2009)
- Regard, op. 77 (2011.Schott 2013)
- Enfantines, op. 81 (2013.Schott wip 2015)
- Sonate en Trio N. 2, op. 82 (2013.Schott 2014)
- Sonate en Trio N. 3, op. 83 (2013.Schott 2014)
- Macbeth - Le Lai de l'Ombre, op. 84 (2009. Schott 2016)
- Périple, op. 87 (1978-2018)

### Musica per Organo con / e Altri Strumenti
- Colloque No. 2 per Organo e Pianoforte, op. 11 (1964.Schott)
- L'Infinito per Basso e Organo, op. 13 (1965.Schott)
- Colloque No. 4 per Organo, Pianoforte e 2 strumenti a percussione, op. 15 (1966.Schott)
- Intermezzo per Flauto e Organo, op. 17 (1969.Schott)
- Symphonie Initiatique per 3 Organi, op. 18 (1969), vers. per 2 Organi (1999), vers. per 2 Organisti (2009) (Schott 2016)
- Colloque No. 5 per Organo e Pianoforte, op. 19 (1969.Schott)
- Concerto per Violino e Organo, op. 37 (1982)
- Andromède per Soprano e Organo, op. 39 (1984, rev. 1990.Schott)
- Peace per coro a 8 voci e Organo, op. 43 (1985.Schott)
- Aube per coro a 12 voci e Organo, op. 46 (1988.Scott)
- Colloque No. 6 per Organo e 2 percussionisti, op. 47 (1989)
- Fantaisie concertante per Violoncello e Organo, op. 49 (1991.Schott)
- Fête per Clarinetto e Organo, op. 55 (1995.Schott 2008)
- Écho per Flauto, Clarinetto, Archi, Coro, Pianoforte e Organo, op. 60 (1999.Schott)
- Concerto per Tromba e Organo, (L'ébauche d'un souffle), op. 64 (1985.Scott 2016)
- Colloque No. 7 (Concerto per Pianoforte e Organo) op. 66 (1998.Schott)
- Colloque No. 8 per Marimba e Organo, op. 67 (2002, Schott)
- La Révolte des Orgues pour 8 Organi Positivi, Organo, Percussioni e un direttore, op. 69 (2005.Schott 2007)
- Colloque No. 9 per Organo e Flauto di Pan, op.71 (2008. Schott 2009)
- Répliques per un Grande organo ed un Organo Positivo, op.75 (2009.Schott 2011)
- Ihr Himmel Luft und Wind per Coro a 8 Voci, op. 76 (2010. Schott 2010)
- Colloque No. 10, per Tromba solista, 6 Trombe, Organo e Percussioni, op. 86 (2016.Schott 2016)

### Musica Orchestrale
- Concerto per organo e orchestra N° 1 - "Inventions"  - op. 7 (1960.Schott)
- Concerto per organo e orchestra N° 2 - "Héroïque" - op. 10 (1963.Schott)
- Concerto per organo e strumenti ad arco N° 3, op. 14 (1965.Schott)
- Concerto per pianoforte N° 1 per Pianoforte e Orchestra, op. 16 (1969. Paris, Leduc)
- Judith-Symphonie (Symphonie N. 1) per Mezzosoprano e Orchestra, op. 21 (1970.Schott)
- Symphonie N° 2 per strumenti ad arco, op. 27 (1972.Schott 2005)
- Symphonie N° 3 (La Foule) per grande Orchestra, op. 30 (1977)
- Concerto per organo e orchestra N° 4, op. 31 (1978)
- Concerto Grosso per Orchestra, op. 32 (1978.Schott)
- Concerto per organo N° 5 ("Roi Arthur") per Organo e strumenti a fiato, op. 35 (1979.Schott, 2010)
- Concerto per pianoforte N° 2 per Pianoforte e Orchestra, op. 44 (1986. Schott)
- Concerto per Trombone per Trombone solo, 4 Trombe, 3 Tromboni, 3 Tuba e 2 Percussionisti, op. 48 (1990.Schott)
- Fantaisie concertante per Violoncello e Orchestra, op. 49 (1991-2016.Schott)
- Missa Interrupta per Soprano, Organo, strumenti a fiato, legni, strumenti a percussione e coro, op. 51 (1995. Schott)
- Fête per Clarinetto e Orchestra, op. 55 (1995. Schotte, 2016)
- Concerto 2000 per Organo e Orchestra, op. 62 (2000.Schott)
- Concerto per organo e (grande) orchestra N° 6, op. 68 (2002.Schott, 2012)
- Concerto per organo e orchestra N° 7, op. 70 (2007.Schott, 2007)
- Stabat Mater, per Organo, Soprano, Viole, Violini, Corni, Trombe, Tromboni, op. 85 (1980-2019)

### Musica da Camera
- Colloque No.1 per Flauto, Oboe, Violino e Pianoforte, op. 2 (1956.Schott)
- Sonata No.1 per Pianoforte, op. 5 (1956.Amphion, Paris)
- Cantilia per Pianoforte, Arpa, Timpani e 4 Violoncelli, op. 6 (1960.Leduc 1968)
- Toccata (versione per Pianoforte), op. 9bis (1962.Schott 2005)
- Colloque No. 3 per Oboe, Arpa, Celesta, Percussioni, 4 Violoncelli e 2 Contrabbassi, op. 12 (1964.Schott)
- Quatuor per Oboe e Archi, op. 22 (1971.Schott 2016)
- Cantiliana per Flauto e Pianoforte, op. 24 (1972.Schott 2014)
- Sonate per Tromba (o Violino) e Organo, op. 25 (1972)
- Poème de la Main per Soprano lirico e Pianoforte, op. 29 (1975.Schott, 2016)
- Sonata No. 2 (Deuxième Sonate) per Pianoforte, op. 33 (1978)
- Deux pièces: Nocturne et Impromptu, per Pianoforte, op. 56 (1967.Schott, 2015)
- Trio per 3 Violoncelli, op. 59 (1999)
- Augure per Pianoforte, op. 61 (1999.Schott, 2005)
- Co-incidence per Violino, op. 63 (1996.Schott, 2009)
- Epitases per 2 Pianoforti, op. 65 (2002.Schott)
- Chronique per Trio di Percussioni, op.73 (2009)
- Impulso per Flauto solo, op.74 (2009. Schott, 2015)
- Poème per Piano a 4 mani e Percussioni, op. 78 (2012. Schott, 2014)
- Valse Oubliée pour Piano, op. 79 (2012. Schott)
- Main menue per Mezzo-Soprano e Piano, op. 80 (2012)
- Troisième Sonate per Pianoforte, op. 88 (2014-18)

### Musica per la scena
- Diderot à corps perdu (1978)

### Musica senza Numero d'opus
- Pensieri pour Claude Bernard per organo (1970)
- Miscellanées, per organo
- Pièces brèves «Échappée par le ciel», per organo
- Variations pour Piano, sur un thème israélien (1950)
- Warum ?, per Pianoforte (1993)
- Valse Oubliée sur le nom de CORNELIA, per Pianoforte (2003)
- Intermezzo, per Pianoforte
- Sonata Barocca, per Organo, Flauto ed Oboe (1944)
- Triptyque per orchestra d'archi, sno (Paris: Leduc)
- Le Jugement Dernier : Oratorio pour Chœur, Solistes, Orgue et Orchestre, sno (1963. Paris: Leduc 1966)
- Cadenza per il I movimento (Allegro) della 6ª Sinfonia in sol minore de Charles-Marie Widor (Schott, 2017)
- Cadenze per i Concerti per Organo e Orchestra (trascritti per Organo solo) di G.F. Handel (Schott, 2017)
- Cadenze per il Concerto per Violino e Orchestra di L. van Beethoven
- Cadenza per il Concerto per Pianoforte e Orchestra N. 24, K. 491, di W.A. Mozart
- Cadenza per la Sonata da Chiesa K. 336 di W.A. Mozart (SChott, 2017)
- Cadenza per il Concerto per Organo e Orchestra di C.Ph.E. Bach, Wq. 34 (Schott, 2017)
- Cadenza per il Concerto per Organo e Orchestra di C.Ph.E. Bach, Wq. 35 (Schott, 2017)
- Cadenza per il Concerto per Organo e Orchestra di FJ Haydn
- Cadenza per il Concerto per Organo e Orchestra di TA Arne
- Cadenza per la Fantasia Cromatica e Fuga - BWV 903 - di J.S. Bach

### Trascrizioni per Organo
- Johann Sebastian Bach: L'Offerta Musicale - BWV 1079 (Schott, 2005)
- Johann Sebastian Bach: Variazioni Goldberg - BWV 988
- Johann Sebastian Bach: Chromatische Fantasie und Fuge - BWV 903 - con Cadenza
- Johann Sebastian Bach: Aria (dalla Suite in Re Maggiore) - BWV 1068
- Johann Sebastian Bach: Badinerie (dalla Suite in si minore) - BWV 1067
- Johann Sebastian Bach: Sarabanda (della Partita per Liuto) - BWV 997
- Georg Friedrich Haendel: 16 Concerti per Organo e Orchestra trascritti per Organo solo, con Cadenze di Jean Guillou
- Georg Friedrich Haendel: Alla Hornpipe dalla Water Music (Schott, 2014)
- Franz Liszt: Fantasia e Fuga sopra B.A.C.H. - Versione sincrètica di Jean Guillou (Schott, 2005)
- Franz Liszt: Orpheus (1976.Schott, 2005)
- Franz Liszt: Prometheus (Schott, 2008)
- Franz Liszt: Tasso (2010.Schott, 2011)
- Franz Liszt: Valse oubliée (Schott, 2007)
- Franz Liszt: Psalm XIII (parte orchestrale) (Schott)
- W.A. Mozart: Adagio e Fuga in Do minore, K. 546 (Paris, Amphion)
- W.A. Mozart: Adagio e Rondo in Do minore, K. 617 (Paris, Amphion)
- W.A. Mozart: Regina Caeli (partie orchestre) - Kv 276
- W.A. Mozart: Sancta Mater Dei (partie orchestre) - Kv 273
- Modest Musorgskij: Quadri di un'esposizione (Schott, 2005)
- Sergej Prokofiev: Marcia dall'opera L'amore delle tre Melarancie (Bonn, R. Forberg)
- Sergej Prokofiev: Toccata per pianoforte (Bonn, R. Forberg)
- Sergej Rachmaninov: Danze Sinfoniche (per 2 organi o per organo a 4 mani) - (Schott, 2015).
- Igor Stravinski: Trois Danses da Pétrouchka
- Pëtr Ilič Čajkovskij: Scherzo dalla Sinfonia No. 6 - Patetica (Schott, 2006)
- Pëtr Ilič Čajkovskij: Danse de la Fée aux dragées dallo Schiaccianoci (Schott, 2014)
- Robert Schumann: Organ works (Schott, 2006)
- Giuseppe Verdi: Quattro Pezzi Sacri - Stabat Mater (parte orchestrale)
- Giuseppe Verdi: Quattro Pezzi Sacri - Te Deum (parte orchestrale)
- Antonio Vivaldi: Concerto in Ré maggiore (Paris, Amphion, 1973)
- Antonio Vivaldi: Concerto in Re minore (Schott, 2014)